# Харисбург (Орегон)
Харисбург (енгл. Harrisburg) град је у америчкој савезној држави Орегон.

## Демографија
По попису из 2010. године број становника је 3.567, што је 772 (27,6%) становника више него 2000. године.
| Група             | 2000.         | 2010.         |
| Белци             | 2.534 (90,7%) | 3.122 (87,5%) |
| Афроамериканци    | 3 (0,1%)      | 19 (0,5%)     |
| Азијати           | 16 (0,6%)     | 12 (0,3%)     |
| Хиспаноамериканци | 159 (5,7%)    | 284 (8,0%)    |
| Укупно            | 2.795         | 3.567         |